# Campeonato Cearense 1998
In 1998 werd het 84ste Campeonato Cearense gespeeld voor voetbalclubs uit de Braziliaanse staat Ceará. De competitie werd georganiseerd door de FCF en werd gespeeld van 25 januari tot 7 juni. Ceará werd kampioen.

## Eerste toernooi

### Eerste fase

#### Groep A
| Plaats | Club        | Wed. | W | G | V | Saldo | Ptn. |
| ------ | ----------- | ---- | - | - | - | ----- | ---- |
| 1.     | Ceará       | 4    | 3 | 1 | 0 | 11:2  | 10   |
| 2.     | Ferroviário | 4    | 2 | 2 | 0 | 7:4   | 8    |
| 3.     | Icasa       | 4    | 1 | 1 | 2 | 5:6   | 4    |
| 4.     | Uruburetama | 4    | 1 | 1 | 2 | 6:9   | 4    |
| 5.     | Tiradentes  | 4    | 0 | 1 | 3 | 1:9   | 1    |

|  | Geplaatst voor tweede fase |

#### Groep B
| Plaats | Club              | Wed. | W | G | V | Saldo | Ptn. |
| ------ | ----------------- | ---- | - | - | - | ----- | ---- |
| 1.     | Esporte Limoeiro  | 4    | 3 | 0 | 1 | 11:5  | 9    |
| 2.     | Fortaleza         | 4    | 2 | 2 | 0 | 7:4   | 8    |
| 3.     | Guarany de Sobral | 4    | 1 | 1 | 2 | 2:4   | 4    |
| 3.     | Calouros do Ar *  | 4    | 1 | 1 | 2 | 5:7   | 4    |
| 5.     | Quixadá           | 4    | 1 | 0 | 3 | 5:10  | 3    |

 *: Calouros do Ar ging naar de volgende ronde via kruis of munt. 
|  | Geplaatst voor tweede fase |

### Tweede fase
| Team #1   | Tot.  | Team #2        | 1ste wed | 2de wed | 3de wed |
| --------- | ----- | -------------- | -------- | ------- | ------- |
| Ceará     | 8 - 2 | Calouros do Ar | 5 - 0    | 1 - 2   | 2 - 0   |
| Fortaleza | 2 - 9 | Ferroviário    | 0 - 3    | 2 - 2   | 0 - 4   |
| Icasa     | 5 - 2 | Limoeiro       | 4 - 0    | 0 - 0   | 1 - 2   |

### Derde fase
| Plaats | Club        | Wed. | W | G | V | Saldo | Ptn. |
| ------ | ----------- | ---- | - | - | - | ----- | ---- |
| 1.     | Ferroviário | 2    | 1 | 1 | 0 | 6:4   | 4    |
| 2.     | Ceará       | 2    | 1 | 1 | 0 | 4:3   | 4    |
| 3.     | Icasa       | 2    | 0 | 0 | 2 | 3:6   | 0    |

|  | Finale eerste toernooi |

### Finale
|              |       |       |             |  |
| 5 april Heen | Ceará | 1 – 0 | Ferroviário |  |
| 5 april Heen |       |       |             |  |

Na de terugwedstrijden werden verlengingen gespeeld, omdat hierin niet gescoord werd kwamen er strafschoppen.
|                |               |               |       |  |
| 12 april Terug | Ferroviário   | 2 – 0 (0 - 0) | Ceará |  |
| 12 april Terug |               |               |       |  |
| 12 april Terug | Strafschoppen |               |       |  |
| 12 april Terug | 6 - 7         |               |       |  |

## Tweede toernooi

### Eerste fase
De clubs uit groep A speelden tegen de clubs uit groep B, de twee laagst geklasseerden degradeerden. 

#### Groep A
| Plaats | Club        | Wed. | W | G | V | Saldo | Ptn. |
| ------ | ----------- | ---- | - | - | - | ----- | ---- |
| 1.     | Ferroviário | 5    | 4 | 1 | 0 | 15:7  | 13   |
| 2.     | Icasa       | 5    | 4 | 1 | 0 | 8:3   | 13   |
| 3.     | Tiradentes  | 5    | 3 | 0 | 2 | 14:13 | 9    |
| 4.     | Ceará       | 5    | 2 | 1 | 2 | 14:9  | 7    |
| 5.     | Uruburetama | 5    | 2 | 1 | 2 | 7:9   | 7    |

|  | Geplaatst voor tweede fase |

#### Groep B
| Plaats | Club              | Wed. | W | G | V | Saldo | Ptn. |
| ------ | ----------------- | ---- | - | - | - | ----- | ---- |
| 1.     | Quixadá           | 5    | 3 | 1 | 1 | 14:10 | 10   |
| 2.     | Fortaleza         | 5    | 2 | 1 | 2 | 11:9  | 7    |
| 3.     | Esporte Limoeiro  | 5    | 1 | 2 | 2 | 3:6   | 5    |
| 4.     | Calouros do Ar    | 5    | 0 | 0 | 5 | 4:16  | 0    |
| 5.     | Guarany de Sobral | 5    | 0 | 0 | 5 | 9:17  | 0    |

|  | Geplaatst voor tweede fase |
|  | Degradatie                 |

### Tweede fase
| Team #1    | Tot.  | Team #2     | 1ste wed | 2de wed | 3de wed |
| ---------- | ----- | ----------- | -------- | ------- | ------- |
| Fortaleza  | 2 - 4 | Icasa       | 1 - 1    | 0 - 1   | 1 - 2   |
| Tiradentes | 2 - 4 | Quixadá     | 1 - 1    | 0 - 1   | 1 - 2   |
| Limoeiro   | 3 - 5 | Ferroviário | 1 - 0    | 1 - 3   | 1 - 2   |

### Derde fase
| Plaats | Club        | Wed. | W | G | V | Saldo | Ptn. |
| ------ | ----------- | ---- | - | - | - | ----- | ---- |
| 1.     | Icasa       | 2    | 1 | 0 | 1 | 5:2   | 3    |
| 2.     | Ferroviário | 2    | 1 | 0 | 1 | 3:4   | 3    |
| 3.     | Quixadá     | 2    | 1 | 0 | 1 | 2:4   | 3    |

|  | Finale eerste toernooi |

### Finale
|             |             |       |       |  |
| 30 mei Heen | Ferroviário | 2 – 1 | Icasa |  |
| 30 mei Heen |             |       |       |  |

Na de terugwedstrijden werden verlengingen gespeeld, omdat hierin niet gescoord werd kwamen er strafschoppen.
|              |       |       |             |  |
| 2 juni Terug | Icasa | 1 - 4 | Ferroviário |  |
| 2 juni Terug |       |       |             |  |

## Finale
In de terugwedstrijd werd na de reguliere speeltijd een verlenging gespeeld, tussen haakjes weergegeven. 
|             |       |       |             |  |
| 4 juni Heen | Ceará | 4 – 0 | Ferroviário |  |
| 4 juni Heen |       |       |             |  |

|              |             |               |       |  |
| 7 juni Terug | Ferroviário | 2 – 1 (0 - 1) | Ceará |  |
| 7 juni Terug |             |               |       |  |

### Kampioen
| Campeonato Cearense de 1998 |
| Ceará                       |
| --------------------------- |
| CEARÁ Kampioen (36° titel)  |